# Columnea rubricaulis
Columnea rubricaulis är en tvåhjärtbladig växtart som beskrevs av Paul Carpenter Standley. Columnea rubricaulis ingår i släktet Columnea och familjen Gesneriaceae. Inga underarter finns listade i Catalogue of Life.